# Kunstführer des Westfälischen Heimatbundes
Kunstführer des Westfälischen Heimatbundes nannte sich eine ab 1936 im Westfälischen Heimatbund erschienene Schriftenreihe.
Die Kunstführer im Format 16,5 cm × 12 cm umfassten in der Regel 20 Seiten und waren mit zahlreichen Schwarzweißfotos versehen. Auf der Rückseite der Hefte war eine Kreiskarte, bzw. ein Stadtplan abgedruckt. In ihnen wurden die wichtigsten Baudenkmäler des jeweiligen Stadt- oder Landkreises in knapper Form vorgestellt. Als Herausgeber der Reihe, die zu einem großen Teil im Verlag Regensberg in Münster erschien, fungierte der Landeskonservator Dr. Wilhelm Rave. 
Mit Beginn des Zweiten Weltkrieges wurde die Reihe zunächst eingestellt und erst 1947 fortgesetzt. Die Gestaltung der Hefte änderte sich auch nach dem Krieg zunächst nicht: nach wie vor wurden die Texte in Fraktur gesetzt. Das Erscheinungsbild änderte sich erst mit den letzten Ausgaben. Insgesamt kamen 38 Hefte heraus; das letzte über den Kreis Soest erschien im Jahr 1958. 

## Erschienene Hefte
- 1: Stadt Soest von Hubertus Schwartz (1936, 2. Auflage 1961)
- 2: Stadt Dortmund von Rolf Fritz (1936)
- 3: Kreis Minden von Wilhelm Rave (1936)
- 4: Kreis Ahaus von Martin Wackernagel (1936)
- 5: Kreis Lüdinghausen von Ernst Walbe (1936)
- 6: Kreis Münster-Land von Ernst Hövel (1936)
- 7: Stadt und Kreis Paderborn von Alois Fuchs (1936)
- 8: Kreis Borken und Stadt Bocholt von Anton Schmeddinghoff (1936)
- 9: Kreis Lübbecke von Werner Ernstmeyer (1936)
- 10: Kreis Höxter von Paul Michels (1936)
- 11: Kreis Meschede von Anton Boedeker (1937)
- 12: Kreis Arnsberg von Karl Freckmann (1937)
- 13: Kreis Steinfurt von Margarete Lippe (1937)
- 14: Kreis Coesfeld von Hans Hüer (1937)
- 15: Heimatgebiet Recklinghausen von Heinrich Pennings (1938)
- 16: Kreis Tecklenburg von Paul Pieper (1938)
- 17: Kreis Altena von Wilhelm Quincke (1939)
- 18: Stadt Herford von Gerhard Budde (1939)
- 19: Kreis Herford-Land von Hans Arnold Gräbke (1939)
- 20: Hagen und Ennepe-Ruhr-Kreis von Gerhard Brüns (1939)
- 21: Kreis Büren von Harald Seiler (1947)
- 22: Kreis Olpe von Anton Overmann (1947)
- 23: Kreis Wiedenbrück von Hans Thümmler (1947)
- 24: Kreis Lippstadt von Hans Eickel (1947)
- 25: Kreis Detmold von Otto Gaul (1948)
- 26: Kreis Lemgo von Otto Gaul (1948)
- 27: Kreis Warendorf von Theodor Rensing (1948)
- 28: Kreis Iserlohn von Herta Hesse-Frielinghaus (1948)
- 29: Stadt Münster von Franz Mühlen (1949)
- 30: Stadt und Kreis Bielefeld von Peter Leo (1950)
- 31: Kreis Brilon von Paul Michels (1950)
- 32: Kreis Halle von Karl Hoecken (1951)
- 33: Kreis Warburg von Nikolaus Rodenkirchen (1949)
- 34: Zwischen Ruhr und Lippe von Karl Josef Frank (1954)
- 35: Kreis Beckum von Herbert Zink (1954)
- 36: Siegen Stadt und Land von Doro(thea) Kluge (1955)
- 37: Kreis Wittgenstein von Fried Mühlberg (1958)
- 38: Kreis Soest von Adolf Clarenbach (1958)